# Висячий рядок

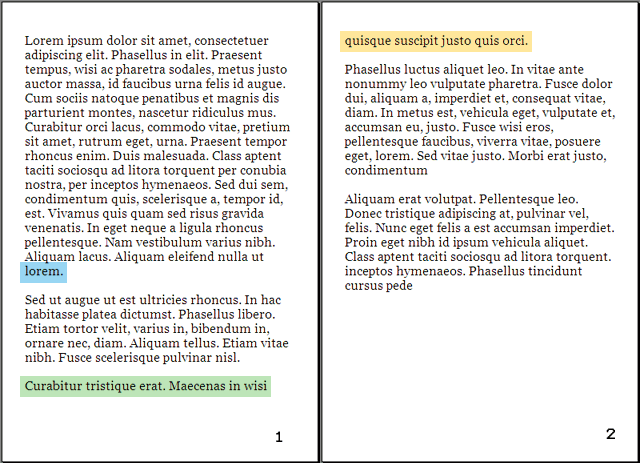

Висячий рядок — в друкарській практиці — кінцевий рядок абзацу, розташований на початку смуги або колонки, а також початковий рядок абзацу, що опинився в кінці смуги або колонки. Тобто це рядок, який «відірвався» від свого абзацу і «висить» на самоті на попередній або наступній сторінці. У типографіці вважається помилкою. За правилом верстки не допускається.